# غيرز 5
غيرز 5 (بالإنجليزية:Gears 5)، هي لعبة فيديو من نوع تصويب منظور الشخص الثالث، وهي من تطوير ستوديو ذا كوليشن الكندية، ومن نشر إكس بوكس جيم ستوديوز الأمريكية، سيتم إصدار اللعبة في السوق بتاريخ 10 سبتمبر 2019، وتعمل على منصتي إكس بوكس ون ومايكروسوفت ويندوز، وهي الجزء الخامس من سلسلة غيرز أوف ,ور، وهي تدعم اللغة العربية.